# Магелланов Мост
Магелланов Мост — это поток нейтрального водорода, который соединяет два Магеллановых Облака. Это, в основном, газ с низкой функцией металличности, хотя внутри него были найдены и несколько звёзд. Его не следует путать с Магеллановым Потоком, который связывает Магеллановы облака с Млечным Путём. Он был открыт в 1963 году.
Общая масса Магелланового моста оценивается приблизительно в 2×108 солнечных масс.
В 2017 году было обнаружено магнитное поле Магелланова Моста, видимо с помощью RM-синтеза.